# Bielawy Nowe
Bielawy Nowe – osada w Polsce, położona w województwie wielkopolskim, w powiecie pilskim, w gminie Wyrzysk.
Do 2023 miejscowość nazywała się Nowe Bielawy i była częścią wsi Glesno.
W latach 1975–1998 Nowe Bielawy administracyjnie należały do województwa pilskiego.